# Wake Up Little Susie
Wake Up Little Susie is een nummer van het Amerikaanse duo The Everly Brothers. Het nummer werd uitgebracht op hun debuutalbum The Everly Brothers uit 1958. Op 2 september 1957 werd het nummer al uitgebracht als de tweede single van het album.

## Achtergrond
Wake Up Little Susie is geschreven door het echtpaar Felice en Boudleaux Bryant en geproduceerd door Archie Bleyer. Het nummer is geschreven vanuit het oogpunt van een tienerjongen die zijn vriendin Susie bezingt. De twee vallen in slaap tijdens een saaie film. Ze worden pas om 4 uur 's nachts wakker, terwijl Susie om 10 uur al thuis had moeten zijn. Ze denken na over de reacties die hun ouders en vrienden zullen geven, en dat zij hun goede reputatie kwijt zijn.
Felice en Boudleaux Bryant gaven Wake Up Little Susie aan The Everly Brothers, die het opnamen voor hun debuutalbum. Het nummer werd door sommige radiostations verboden omdat de tekst voor die tijd erg suggestief was. Desondanks behaalden zij een nummer 1-hit in de Amerikaanse Billboard Hot 100 en kwamen tot de tweede plaats in de Britse UK Singles Chart. Ook werd in Nederland de vierde plaats in de voorloper van de Single Top 100 gehaald. In 2010 zette het tijdschrift Rolling Stone het nummer op plaats 318 in hun lijst The 500 Greatest Songs of All Time.
Wake Up Little Susie is door een groot aantal artiesten gecoverd. Er zijn versies bekend van onder meer The Beatles (in een medley met I Me Mine uitgebracht op de heruitgave van Let It Be in 2021), The Flying Burrito Brothers, Grateful Dead, Jerry Lee Lewis, Loggins & Messina, Frankie Lymon, Suzi Quatro, The Rattles en Simon & Garfunkel (tijdens hun reünieconcert in Central Park in 1981; bereikte in 1982 plaats 27 in de Billboard Hot 100). Daarnaast werd de melodie door The Butterflies in het Nederlands gebruikt in Willem, word wakker, door Jive Bunny & The Mastermixers gesampled in hun medley Swing the Mood en door BZN uitgevoerd in hun medley It happened 25 years ago

## Hitnoteringen
Alle hitnoteringen zijn gehaald door de versie van The Everly Brothers.

### VoorloperSingle Top 100
| Hitnotering: 02-1958 t/m 06-1958 | Hitnotering: 02-1958 t/m 06-1958 | Hitnotering: 02-1958 t/m 06-1958 | Hitnotering: 02-1958 t/m 06-1958 | Hitnotering: 02-1958 t/m 06-1958 | Hitnotering: 02-1958 t/m 06-1958 | Hitnotering: 02-1958 t/m 06-1958 |
| Maand                            | 1                                | 2                                | 3                                | 4                                | 5                                |                                  |
| -------------------------------- | -------------------------------- | -------------------------------- | -------------------------------- | -------------------------------- | -------------------------------- | -------------------------------- |
| Nummer                           | 12                               | 6                                | 4                                | 4                                | 9                                | uit                              |

### NPO Radio 2 Top 2000
| Nummer met noteringen in de NPO Radio 2 Top 2000 | '99  | '00  | '01 | '02  | '03  |
| ------------------------------------------------ | ---- | ---- | --- | ---- | ---- |
| Wake Up Little Susie                             | 1219 | 1582 | -   | 1868 | 1865 |

1. ↑  Een '-' betekent dat het nummer niet was genoteerd en een vetgedrukt getal geeft de hoogste notering aan.
2. ↑  Deze tabel is bijgewerkt tot en met de laatst bekende editie (2024).